# Jakobswalde
Jakobswalde (polnisch Kotlarnia) ist ein Ort in der Landgemeinde Birawa im Powiat Kędzierzyńsko-Kozielski der Woiwodschaft Opole (Oppeln) in Polen.

## Geographie
Das Straßendorf Jakobswalde liegt rund 10 Kilometer östlich von Birawa, 16 Kilometer südöstlich von Kędzierzyn-Koźle und 54 Kilometer südöstlich von Opole in der Nizina Śląska (Schlesische Tiefebene) an der Birawka. Der Ort ist umgeben von weitläufigen Waldgebieten.
Durch den Ort führt die Woiwodschaftsstraße Droga wojewódzka 408.
Nachbarorte von Jakobswalde sind im Westen Ortowitz (Ortowice), im Nordwesten Klein Althammer (Stara Kuźnia) und im Osten Goschütz (Goszyce). 

## Geschichte

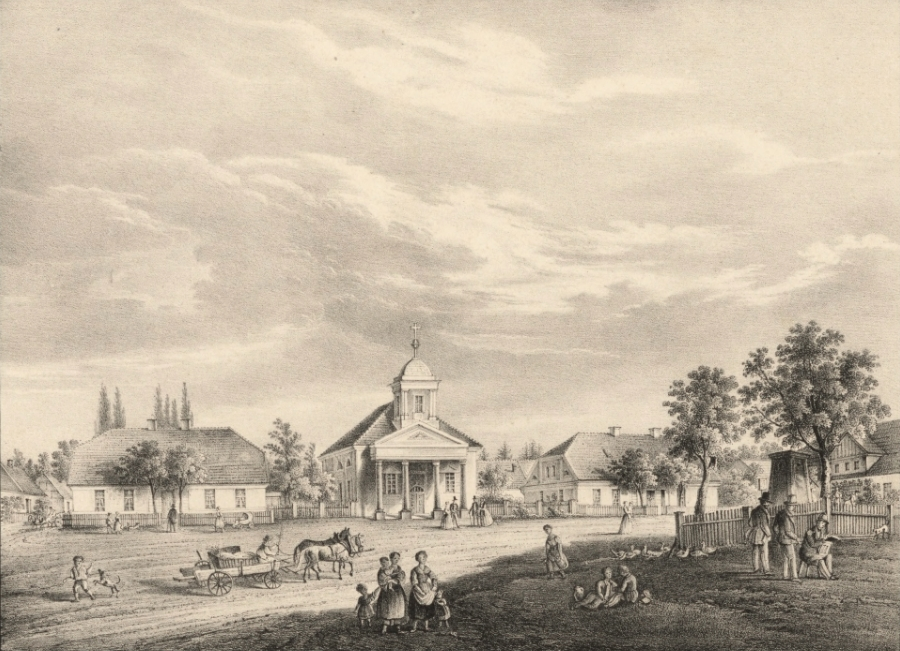
Jakobswalde im 19. Jahrhundert

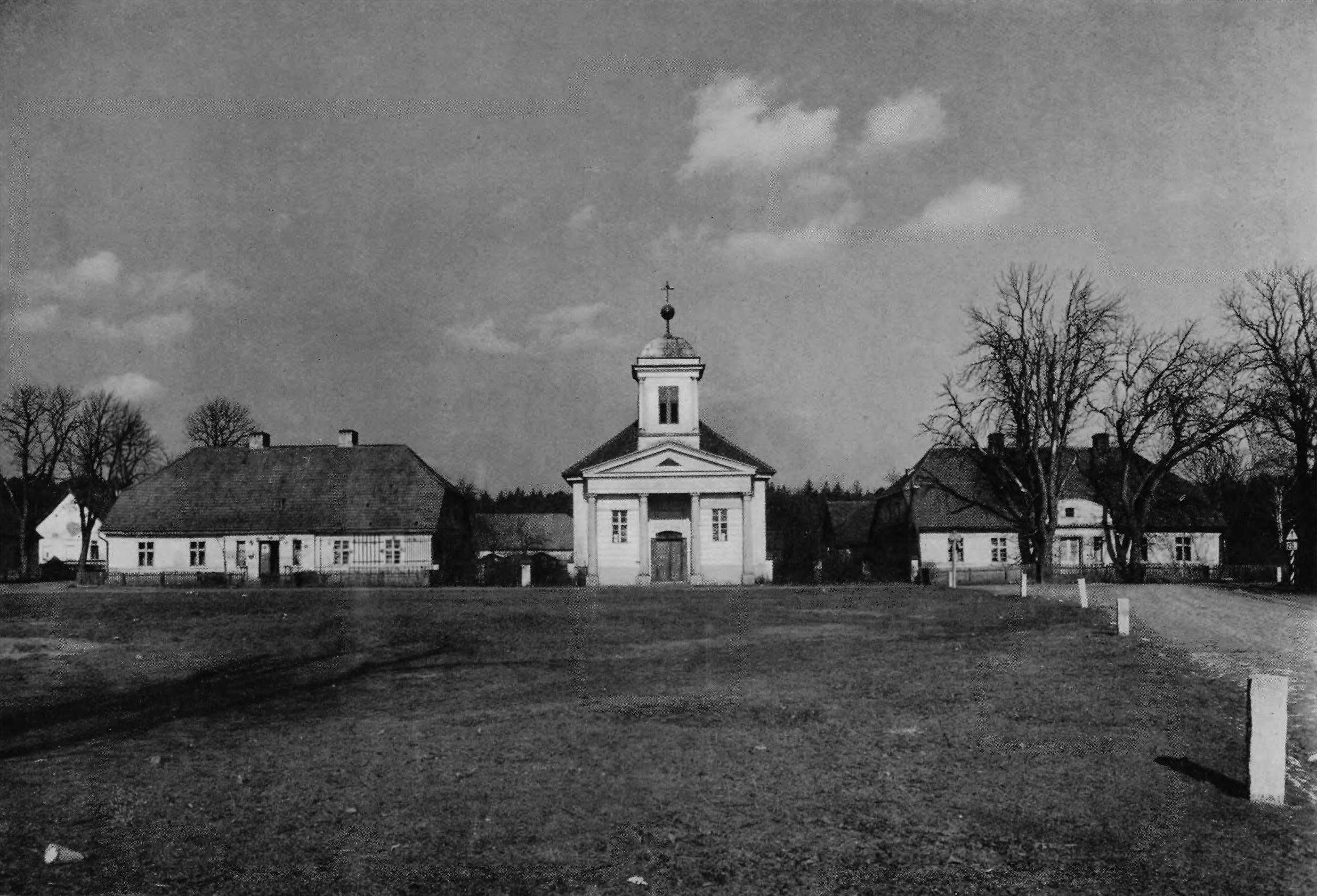
Hüttenplatz mit Kirche um 1920/1930

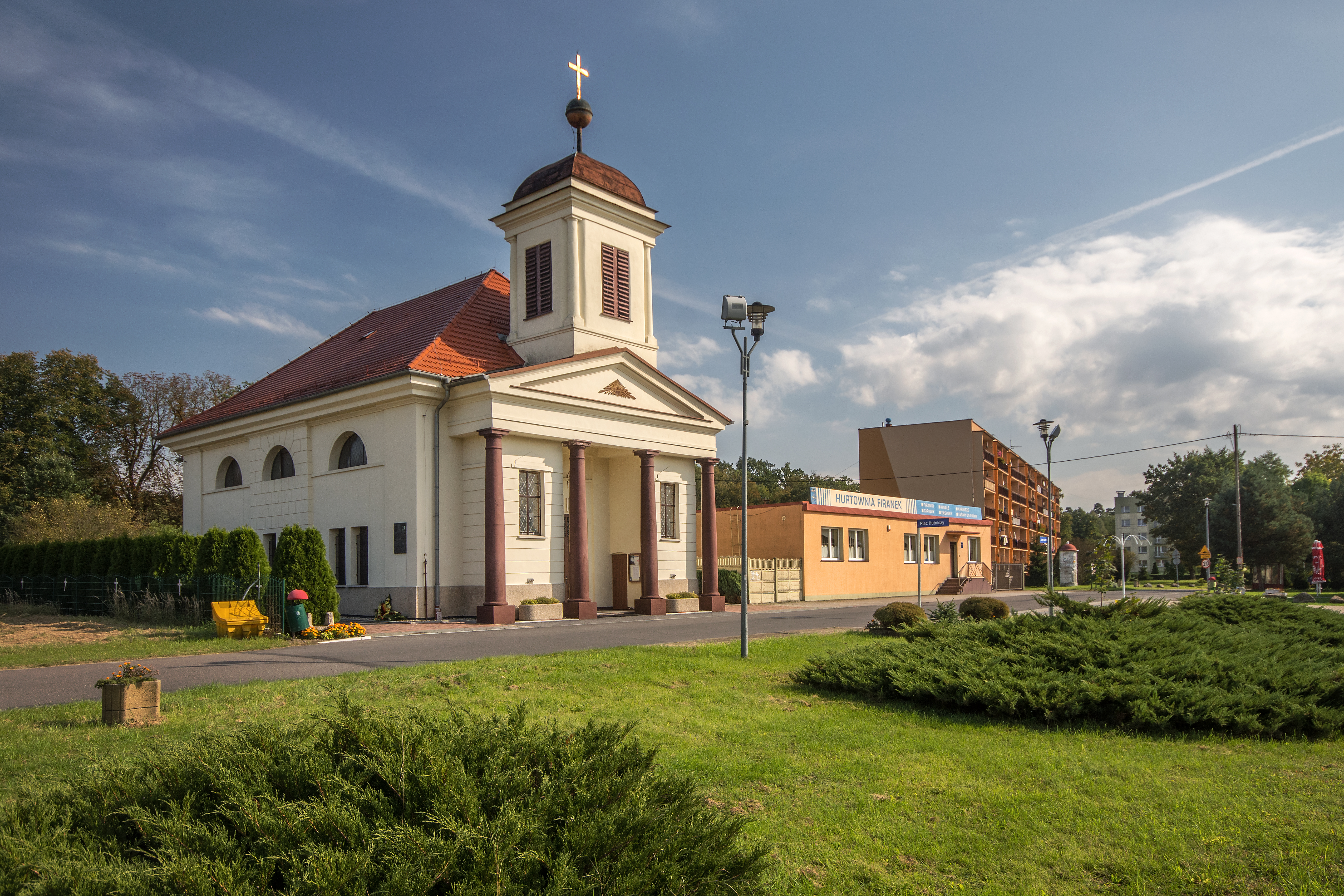
Kirche St. Maximilian Kolbe

Jakobswalde wurde vom Besitzers der Herrschaft Slawentzitz, Heinrich Jakob Reichsgraf von Flemming gegründet. Er errichtete hier 1709 den nach ihm benannten Messinghammer. Für den Hammer sowie eine Messingfabrik, Drahtfabrik und eine Spiegelfabrik, die bald hinzukamen, warb Flemming, der aus Sachsen stammte, mit Steuerbefreiungen Arbeiter aus dem Erzgebirge und Brandenburg an. Durch ein Tauschgeschäft gelangte Jakobswalde, wie die gesamte Herrschaft Slawentzitz, 1714 in den Besitz des Grafen Adolf Magnus von Hoym.
Der Holzreichtum der Slawentzitzer Wälder, das Galmeierz aus den reichen Lagerstätten bei Scharley (Szarlej) nordöstlich von Beuthen sowie aus Ungarn importiertes Kupfer bildeten eine gute Grundlage für die Jakobswalder Messingfabrikation. Nachdem Schlesien infolge des Ersten Schlesischen Kriegs preußisch geworden war, erweiterte sich das Messingwerk rapide. Innerhalb von 50 Jahren entstanden eine Löffelfabrik, eine Galmeimühle, vier neue Brennöfen für Messing, fünf Lattunhütten, eine Drahthütte und ein Zainhammer.
1776 wurden im Ort eine evangelische Kirche und eine evangelische Schule errichtet. Der ab 1782 neue Besitzer der Herrschaft Friedrich Ludwig Fürst zu Hohenlohe-Ingelfingen richtete in Jakobswalde das Fürstliche Hüttenamt ein, das auch die Eisenherstellung in den Nachbarorten beaufsichtigte.
1815 wurde die evangelische Kirche im Ort errichtet. Nach der Neugliederung der Provinz Schlesien gehörte die Landgemeinde Jakobswalde ab 1818 zum Landkreis Cosel, mit dem es bis 1945 verbunden blieb. Unter Johann Karl Korb – zwischen 1810 und 1820 Oberhüttendirektor in Jakobswalde – erlebte der Ort einen wirtschaftlichen Aufschwung. Neben der Anlage neuer Walzwerke und Hütten gestaltete Korb auch das Ortsbild neu. Ein zentraler Hüttenplatz entstand, an dem an der Stelle einer alten Schrotholzkirche der klassizistische Bau der 1815 errichteten evangelischen Kirche, die ein Nachbau der Kirche St. Marie de Batignolles in Paris war. Das Gotteshaus ist heute eine katholische Maximilian-Kolbe-Kirche. An dem großen rechteckigen Platz entstanden auch ein neues Pfarrhaus und eine evangelische Schule, die das Ensemble mit dem barocken Hüttenamtsgebäude und der Schmelzhütte vervollständigten. An den einmündenden Seitenstraßen entstanden Häuser für die Hüttenarbeiter. Durch die schwunghafte Entwicklung der Industrie um Beuthen wurde in der Mitte des 19. Jahrhunderts der Transport des Galmei von Beuthen nach Jakobswalde unrentabel. Im Jahre 1848 mussten deshalb fast alle Hütten ihre Produktion einstellen und die Arbeiter verließen den Ort. 1865 zählte die evangelische Schule im Ort 95 Schüler. Die katholische Schule im Ort zählte 238 Schüler. 1874 wurde der Amtsbezirk Slawentzitz gebildet, dem die Landgemeinden Alt Cosel, Birawa, Brzezetz, Goschütz, Jacobswalde, Kandrzin-Pogorzelletz, Klein Althammer, Lenartowitz, Libischau, Medar-Blechhammer, Miesce, Ortowitz, Sackenhoym, Slawentzitz und Slawentzitz-Kolonie sowie die Gutsbezirke Alt Cosel, Birawa, Brzezetz, Goschütz, Jacobswalde, Kandrzin-Pogorzelletz, Klein Althammer, Lenartowitz, Libischau, Medar-Blechhammer, Miesce, Ortowitz und Slawentzitz eingegliedert wurden. 1885 zählte der Ort 204 Einwohner. Da Jakobswalde im Laufe des 19. Jahrhunderts unbedeutend wurde, musste 1908 auch das Pfarramt nach Slawentzitz verlegt werden.
Bei der Volksabstimmung in Oberschlesien am 20. März 1921 stimmten 95 Wahlberechtigte für einen Verbleib Oberschlesiens bei Deutschland und 26 für eine Zugehörigkeit zu Polen. Jakobswalde verblieb nach der Teilung Oberschlesiens beim Deutschen Reich. 1933 zählte Jakobswalde 256 Einwohner, 1939 waren es 245 Einwohner.
Nach 1945 wurde der Ortsname in Kotlarnia geändert. Das 1945 ausgebrannte Pfarrhaus wurde wieder aufgebaut, jedoch in einer nicht zum Ensemble des Hüttenplatzes passenden Neugestaltung. 1950 kam der Ort zur Woiwodschaft Opole. Bis 1972 bildete Jakobswalde eine Großgemeinde (Gmina), mit der Gemeindereform wurde sie ab dem 1. Januar 1973 Teil der Gemeinde Birawa. 1999 kam der Ort zum neugegründeten Powiat Kędzierzyńsko-Kozielski. Im Jahre 1999 kam es in der Gemeinde zu einem Streit wegen der beabsichtigten Schließung der Schule in dem polnischsprachigen Ort. Der Ort Jakobswalde wird überwiegend von zugewanderten Bergarbeitern polnischer Nationalität bewohnt, während in den anderen Orten der Großgemeinde Birawa 80 % der Einwohner die deutsche Nationalität besitzen. Am 23. April 2007 wurde in der Gemeinde Birawa Deutsch als zweite Amtssprache eingeführt. Am 10. Januar 2011 erhielt der Ort zusätzlich den amtlichen deutschen Ortsnamen Goschütz. 
Hauptarbeitgeber ist heute ein Sandgrubenbetrieb, die Kopalnia Piasku „Kotlarnia“ S.A.

### Einwohnerentwicklung
1820: 2000 Einwohner

1861: 954

1885: 457 (auf 2,43 km², mit Gutsbezirk)

1925: 276

1939: 245 (auf 0,9 km²)

1971: 1600 (auf 68 km², Gebiet der Gemeinde)
2005: 726
2015: 584

## Sehenswürdigkeiten

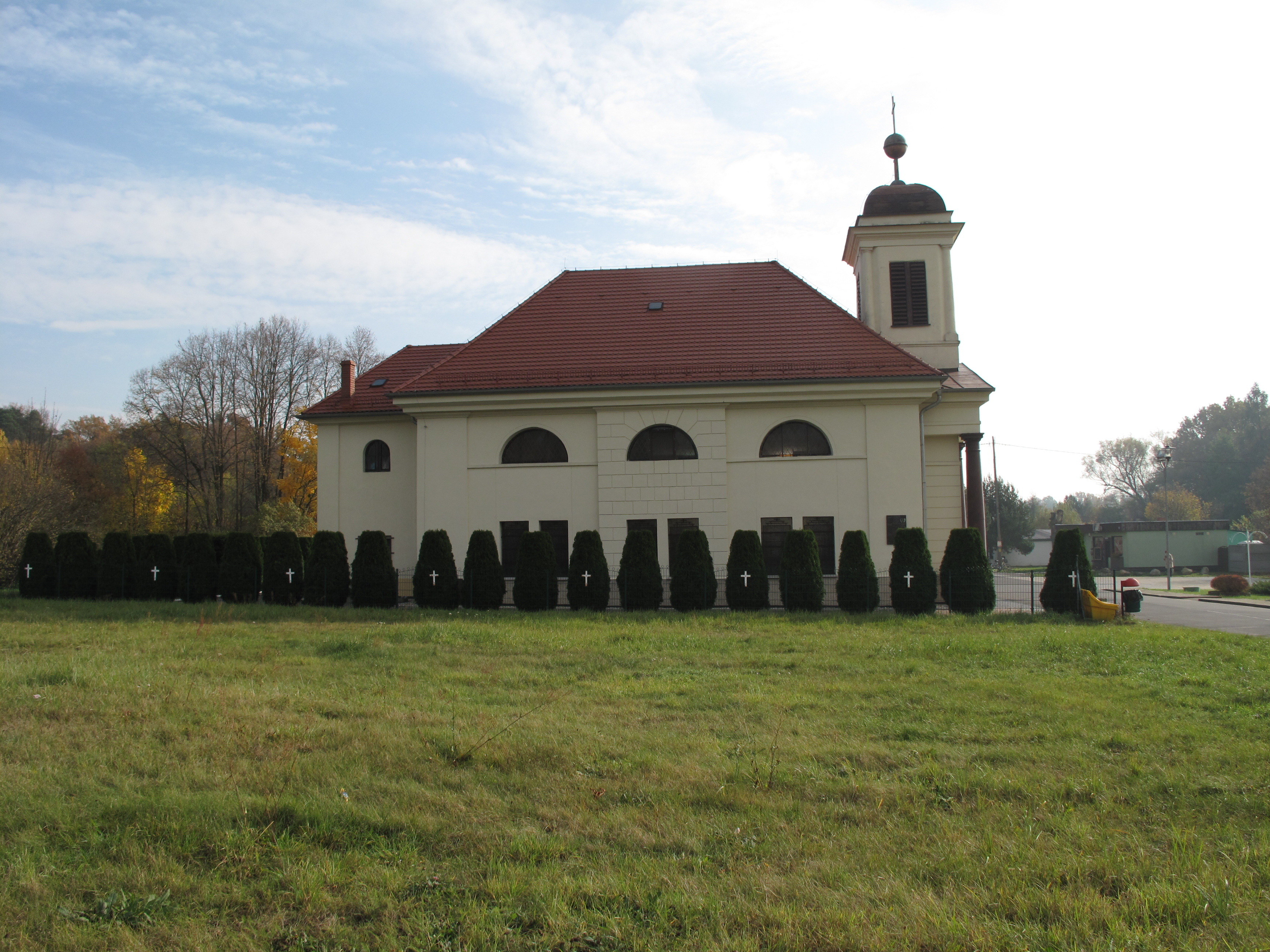
Seitenansicht der Kirche

- Die römisch-katholische Kirche St. Maximilian Maria Kolbe (Kościół św. Maksymiliana Marii Kolbego) wurde 1815 im klassizistischen Stil als protestantisches Gotteshaus errichtet. Bereits seit 1776 bestand im Ort eine hölzerne Kirche. Zwischen 1945 und 1970 stand die Kirche leer. Erst 1971 wurde der Kirchenbau an die katholische Kirchengemeinde übergeben.[7] Ursprünglich bestanden westlich und östlich der Kirche zwei eingeschossige Gebäude mit Walmdach, welche das Pfarrhaus und die evangelische Schule beherbergten. Die Kirche steht seit 1964 unter Denkmalschutz.[8]
- Ehemaliger evangelischer Friedhof mit erhaltenen deutschen Grabmälern
- Wegekreuz

## Wappen

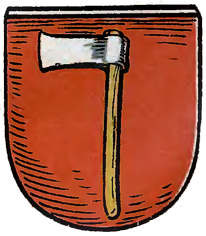
Wappen

Das Wappen von Jakobswalde zeigt eine Axt auf rotem Grund.

## Vereine
- Freiwillige Feuerwehr OSP Kotlarnia
- Fußballverein LZS Kotlarnia-Goszyce

## Persönlichkeiten
- Ernst Friedrich Zwirner (1802–1861), deutscher Architekt und Baumeister des Kölner Doms